# マダガスカル語版ウィキペディア
マダガスカル語版ウィキペディア（マダガスカルごばんウィキペディア、マダガスカル語: Wikipedia amin'ny teny malagasy）は、ウィキペディアのマダガスカル語版であり、2004年4月に立ち上げられた。現在の記事数は99,003で、63番目に記事数が多いウィキペディアである。管理者は3人、登録利用者は13,671人、アクティブな利用者は25人である。